# Freilichtbühne Loreley

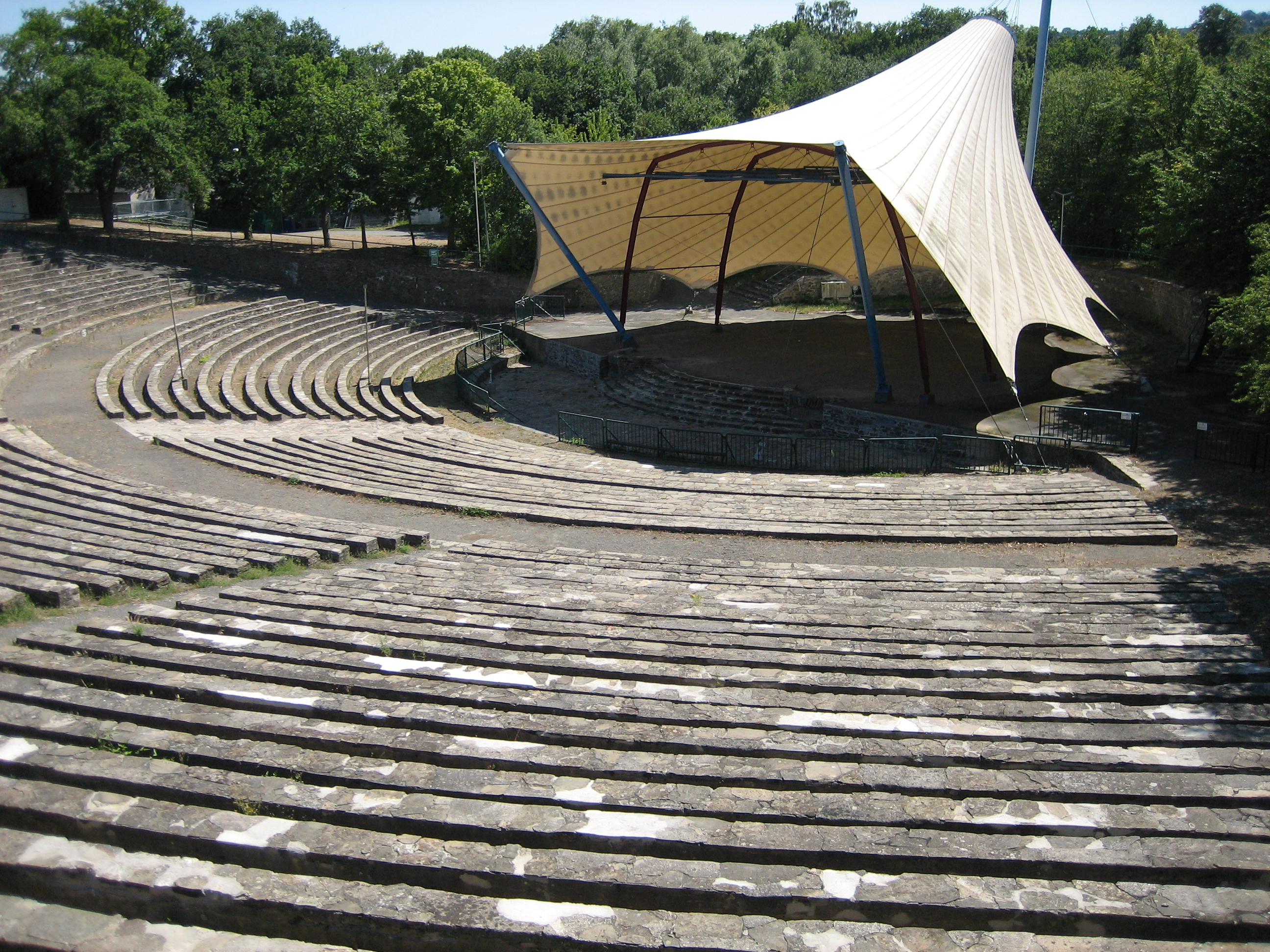
Freilichtbühne Loreley 2006.

Freilichtbühne Loreley, "Loreleis friluftsteater", är en friluftsteater belägen på Loreleiklippan vid Rhen i Sankt Goarshausen, Rheinland-Pfalz, Tyskland. Den stod klar 1939 och hade byggts av Tysklands nazistregim som en "tingsplats" ("Thingplatz") för att stärka folkgemenskapen. Invigningen skedde i juni 1939 med ett uppförande av Friedrich Schillers Wilhelm Tell. Idag används anläggningen huvudsakligen till konserter och först ut i raden av alla kända artister och grupper som uppträtt där var Genesis den 3 juli 1976 - bland efterföljarna märks, exempelvis, David Bowie, Bob Dylan, Frank Zappa, Metallica, R.E.M. och U2. Sedan 2006 har festivalen "Night of the Prog" (progrock/metal) anordnats årligen en helg i juli (2010 dock i september och 2020 ställdes festivalen in på grund av Covid-19-pandemin). Utanför pop- och rockvärlden har även artister som Plácido Domingo uppträtt här (2013).
Anläggningen har en kapacitet på 18 000 stående eller 5 000 sittande personer.

## Galleri

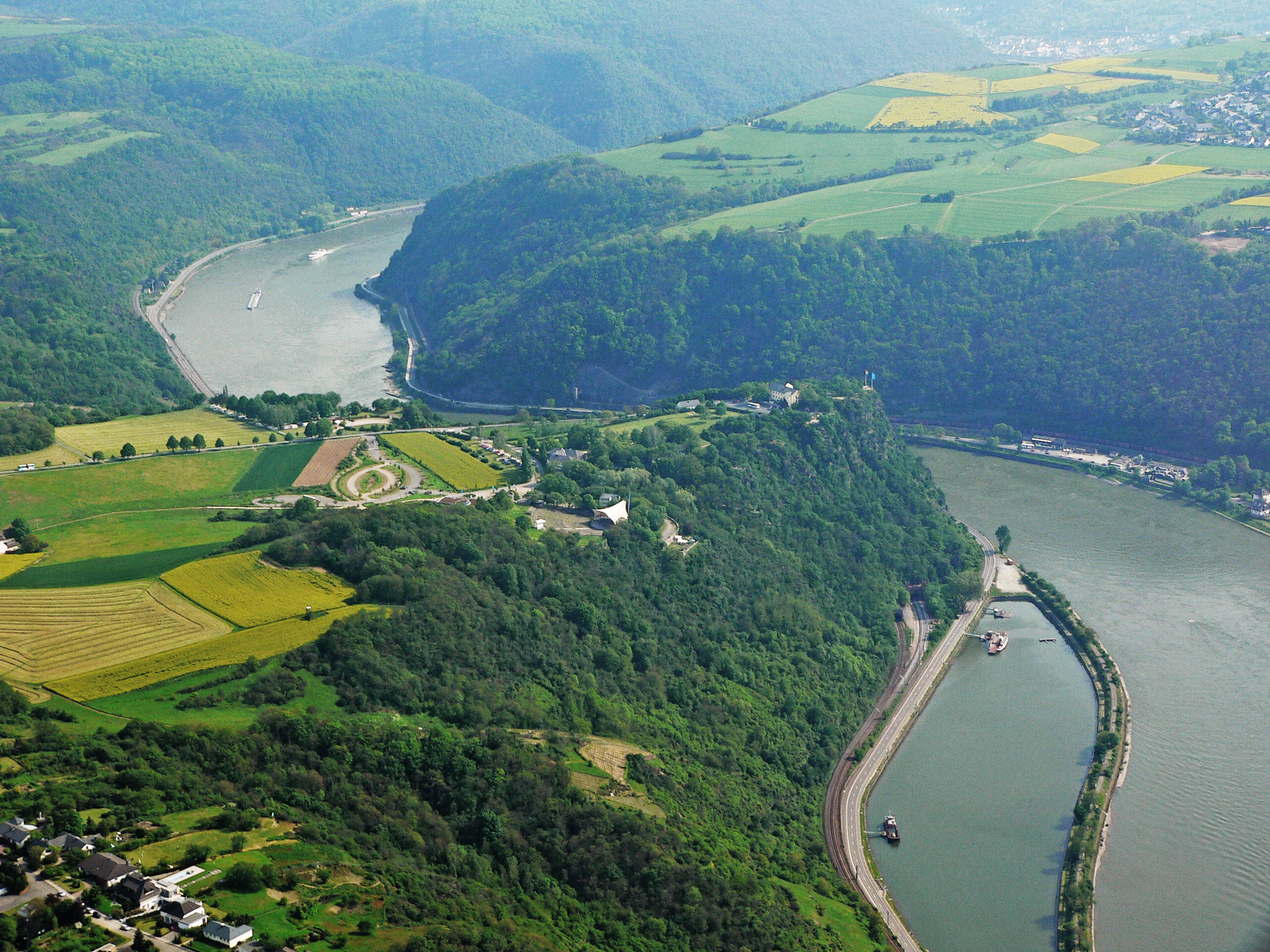
Loreleiklippan sedd norrifrån med frilutsscenen mitt i bilden.
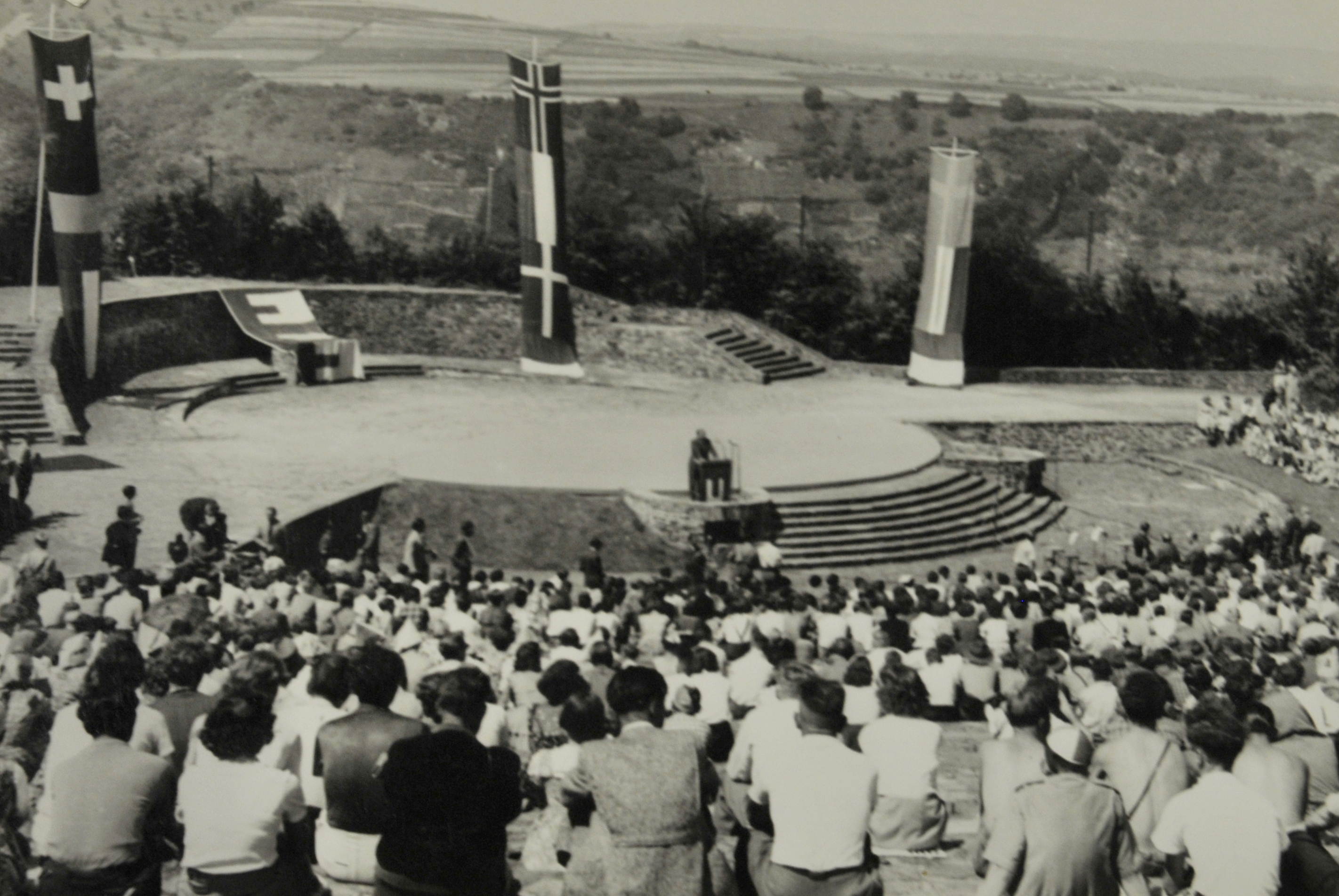
Sammanskomst i friluftsteatern i samband med ett internationellt sommarläger för Europas ungdom den 22 juli - 6 september 1951.
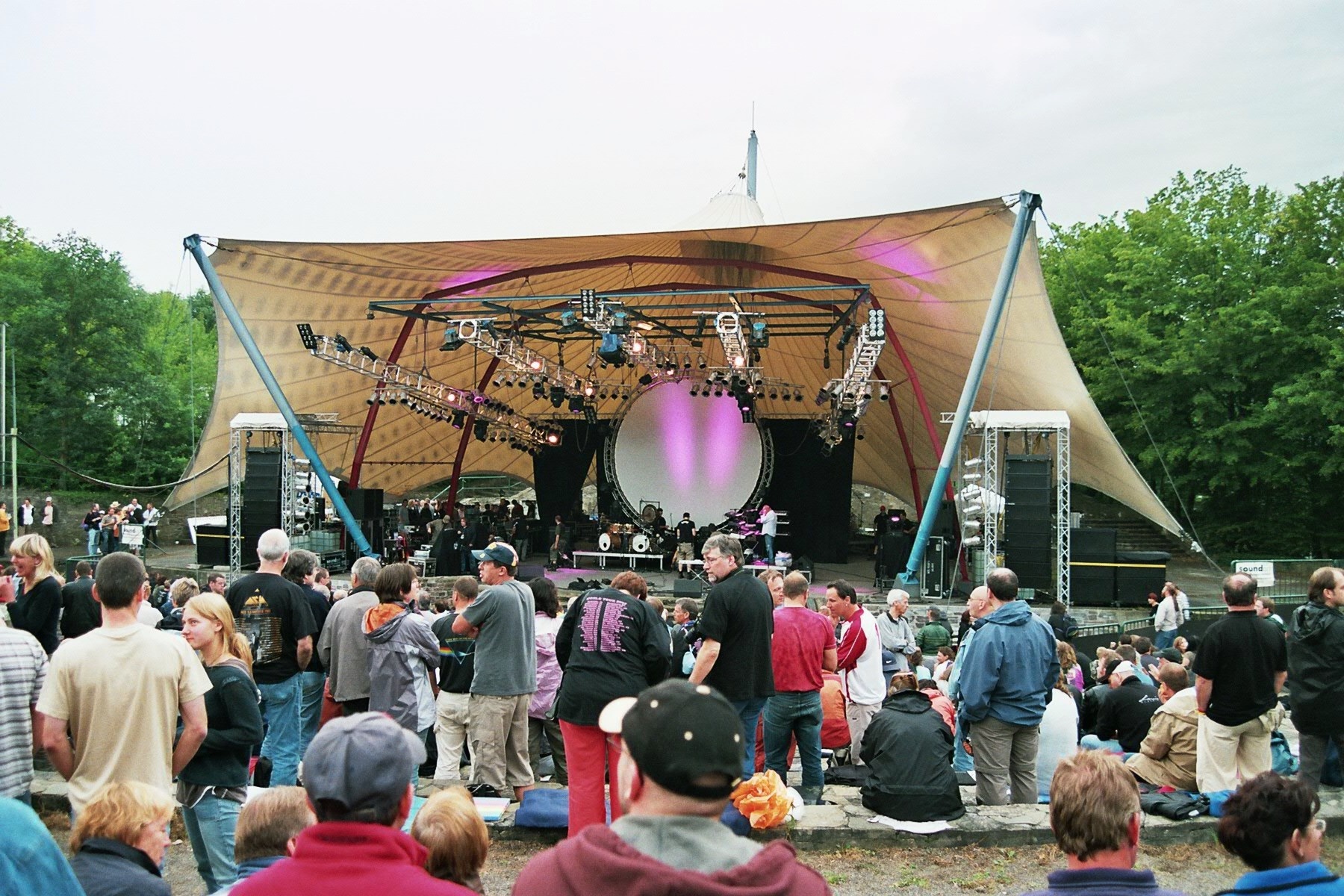
Scenen vid Night of the Prog 2007.
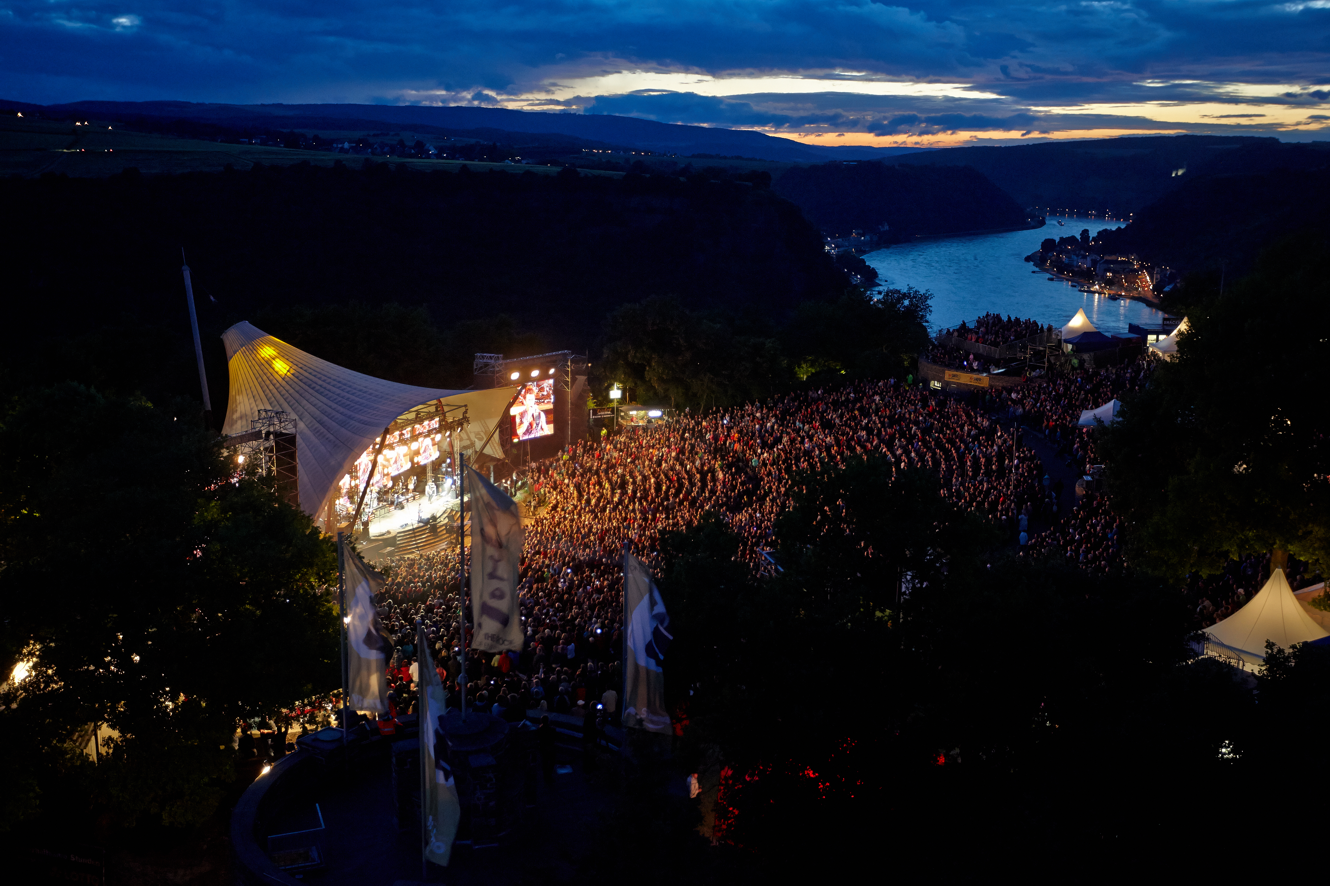
Kvällskonsert i juli 2015.
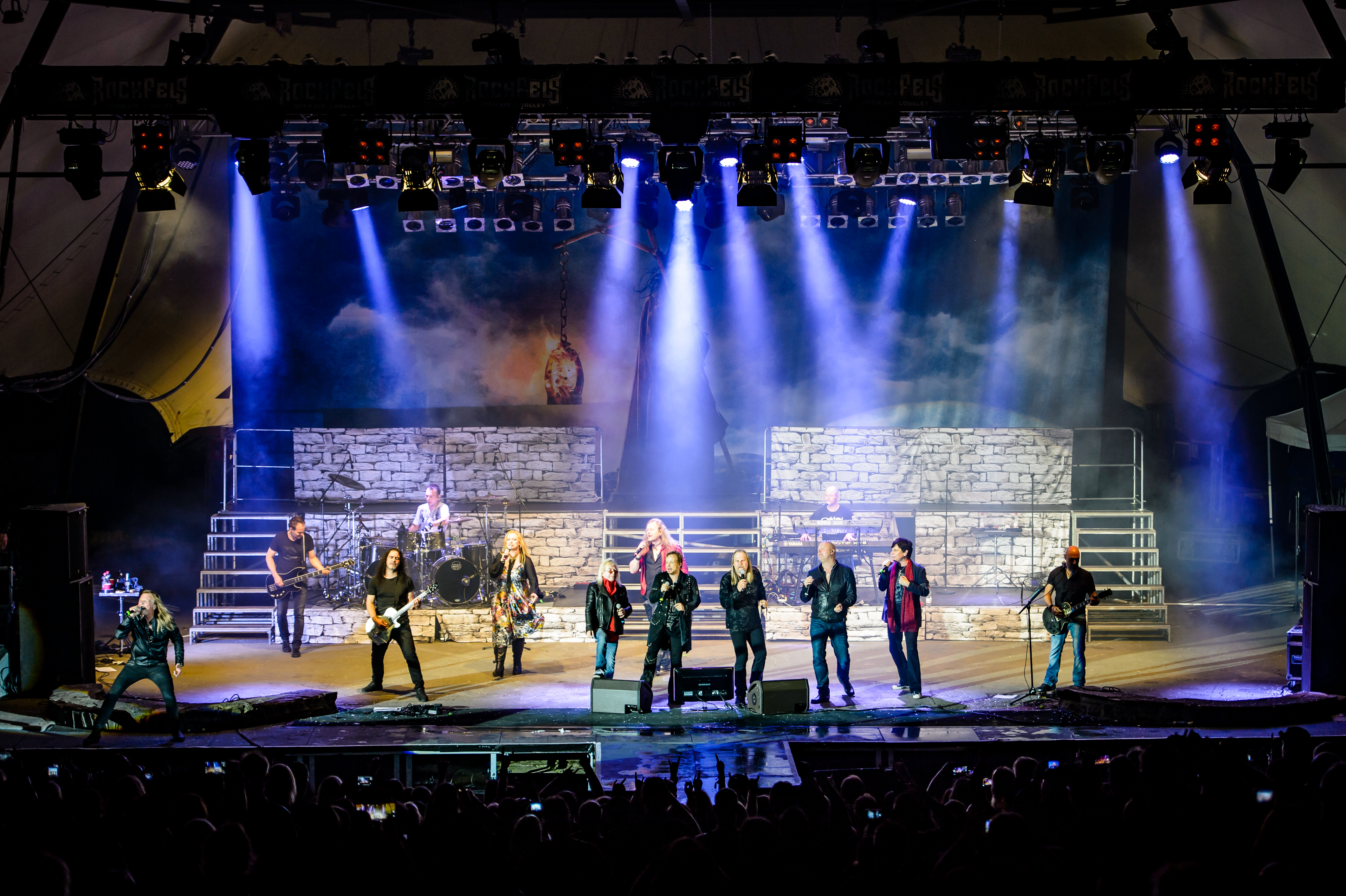
Avantasia på Freilichtbühne Loreley 2016.